# Goera kyotonis
Goera kyotonis is een schietmot uit de familie Goeridae. De soort komt voor in het Palearctisch gebied.